# Ribeirão Almaço
Ribeirão Almaço es una localidad caboverdiana del municipio de Santa Cruz.

## Geografía
La localidad está situada en la isla de Santiago.

## Organización territorial
La localidad abarca los lugares y barrios de:
- Chã de Fundao
- Chão de Barbosa
- Covão Esqueira
- Encontrada
- Jaracunda
- Lém Grande
- Mato Raia
- Tcham Grande